# Conjetura de los números primos de Waring
En teoría de números, la conjetura de los números primos de Waring, llamada así por el matemático inglés Edward Waring, es un enunciado relacionado con el teorema de Vinográdov. Establece que:
"Todo número entero impar que exceda de 3 es un número primo o bien la suma de tres números primos".

## Propiedades
Se deriva de la hipótesis generalizada de Riemann, y (trivialmente) de la conjetura débil de Goldbach.